# 大南村 (嘉義縣)
23°33′14.3″N 120°32′57.0″E / 23.553972°N 120.549167°E
大南村是中華民國臺灣嘉義縣梅山鄉轄下的行政區。位於嘉義縣東北方，北鄰梅山鄉永興村，西鄰梅山鄉雙溪村，南鄰梅山鄉坑頭村，東接梅山鄉安靖村。面積約5.845286平方公里，行政區包含12個鄰、608戶、人口數1070人。聚落位於北港溪上游南靖溪河谷內，多有依丘陵地勢建立小聚落的山村特色。

## 聚落歷史
為北港溪上游三疊溪支流的南靖溪溪谷發展的聚落，多有歷史悠久的廟宇供奉由不同宗族人群引入的信仰對象，為陸續入住形成的聚落。至今仍有舊地名與開發歷史有關，例如：
- 隘寮：近今日台三線省道及嘉115縣道交會處，於清領時期管制漢人與原住民來往的區域。
- 廍仔：約於今日大南國小附近，依當地紀錄，日治時期前還有小型製糖工廠。
- 坑口、水尾、南勢坑：由南靖溪東向西，溪流經過丘陵形成的凹型谷地。

## 教育
- 大南國小：於1942年(昭和17年)為梅山國民小學大草埔分教場，1946年更改正式校名為小梅鄉第四國民學校，1947年改稱臺南縣梅山鄉大南國民小學，1950年為梅山鄉大南國民小學。

此聚落無國中以上教育機構，國中學區為梅山國中。

## 文化資源
- 水尾玉武宮[3]：主神為玄天上帝，據當地紀錄於1723年(雍正元年)即開始於鍾氏家廟供奉。約於1988年建立目前祭祀的廟宇。
- 大草埔玉繩宮[4]：主神為玄天上帝。於1867年(同治6年)開始以茅屋供奉，1906年(明治39年)因梅山大地震崩塌後，1921年(大正10年)、1985年陸續募資修建，形成目前廟貌。
- 嘉義聖靈山修緣湖地母廟[5]：主神為地母至尊。建廟於1983年。原廟於嘉義市，後信徒於本地購地建立本廟。
- 金山岩[6]：主神為觀世音菩薩。建廟於1827年(道光7年)。本廟自番路鄉半天岩紫雲寺分香至此。現有廟貌為1983年重修完成。